# Justus Christoph Dithmar
Justus Christoph Dithmar (* 16. Juni 1678 in Rotenburg an der Fulda; † 13. März 1737 in Frankfurt (Oder)) war ein deutscher Hochschullehrer für Geschichte und Kameralistik.

## Leben
Dithmar wirkte seit 1727 als erster Professor des neu eingerichteten Lehrstuhls für Kameralistik an der Brandenburgischen Universität Frankfurt (Oder). 1721 wurde er zum auswärtigen Mitglied der Königlich Preußischen Sozietät der Wissenschaften gewählt. Er veröffentlichte Sachbücher über deutsche und englische Ritterorden. 

## Werke (Auswahl)
- Genealogisch-Historische Nachricht Von denen Hochwürdigsten und Durchlauchtigsten Herren-Meistern Des Ritterlichen Johanniter-Ordens In der Marck, Sachsen, Pommern und Wendland, Samt Des Jetzigen Herren-Meisters Printz Carln, Printzen in Preußen Königl. Hoheit, Wahl und Installation, Wie auch denen unter Höchst Deroselben Regierung am 16. Aug. und 20. Sept 1731. imgleichen den 16. October 1735. geschehenen Ritter-Schlägen, und derer Ritter Wappen und Ahnen-Taffeln. Jeremias Hartmann, Frankfurt an der Oder 1737 (Google Books).

als Koautor
- Johann Christoph Beckmann, Justus Christoph Dithmar: Beschreibung Des Ritterlichen Johanniter-Orden Und dessen absonderlicher Beschaffenheit im Herrn-Meisterthum In der Marck, Sachsen, Pommern und Wendland,  Frankfurt an der Oder 1726 (Google Books).